# Ordine dell'Uatsamonga
L'Ordine dell'Uatsamonga è un'onorificenza dell'Ossezia del Sud.

## Storia
L'Ordine è stato istituito nel 2007 ed è dedicato all'Uatsamonga, un artefatto dell'epica osseta. Secondo le fonti, aveva l'aspetto di una ciotola per banchetti quadrangolare, dotato di una serie di proprietà magiche. In particolare, la bevanda all'interno della tazza era senza fine, inoltre, se uno dei partecipanti ai banchetti stava dicendo la verità circa i suoi fatti d'arme, l'Uatsamonga si sollevava fino alle labbra; al contrario, se si era vantato invano, il manufatto non si muoveva. Nel maggio 2012 l'assemblea dei membri dell'Ordine ha discusso il progetto di legge sullo statuto del premio, che è stato proposto al governo il 10 giugno dello stesso anno. In particolare, si è ipotizzato che i soggetti premiati con l'Ordine possano contare su cure mediche, istruzione, trasporto pubblico e residenza gratuiti.

## Assegnazione
L'Ordine viene assegnato per premiare:
- l'eroismo e le azioni commesse durante le ostilità;
- un contributo sostanziale all'eliminazione delle conseguenze della dichiarazione d'indipendenza.

Può essere assegnato anche alle città, con il titolo di "città degli eroi".

## Insegne
- L'insegna ha la forma di una stella a otto punte d'argento, parzialmente smaltata di rosso con due spade d'oro incrociate. Nel medaglione centrale, circondato dal motto dell'Ordine e da un ramo d'alloro, si trova una ciotola d'oro.
- Il nastro è rosso con una striscia centrale bianca e una sottile striscia gialla per lato.